# St. Vitus (Emertsham)

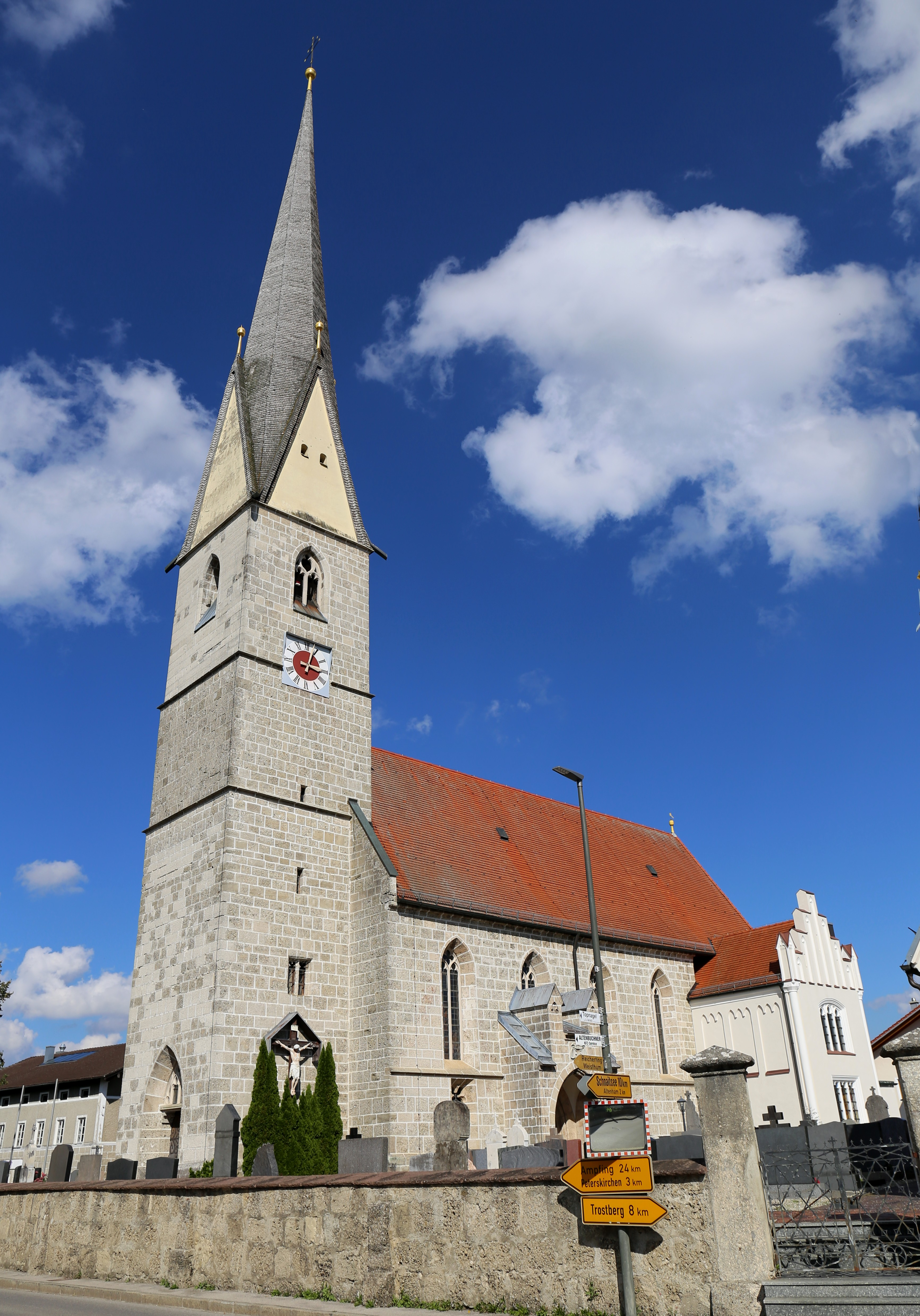
St. Vitus in Emertsham

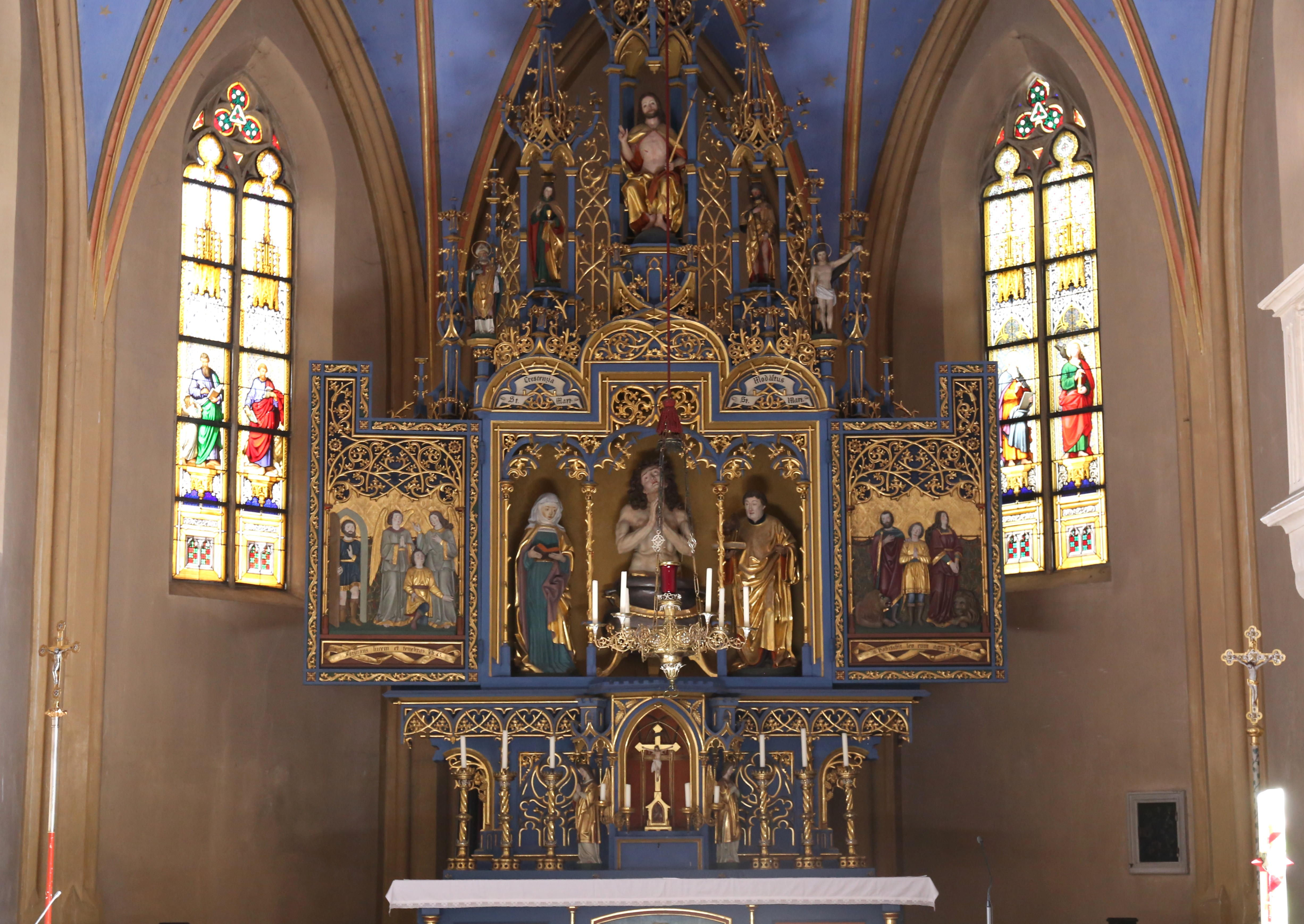
Hochaltar

Die römisch-katholische Filialkirche St. Vitus steht in Emertsham, einem Gemeindeteil von Tacherting im oberbayerischen Landkreis Traunstein. Das Bauwerk ist in der Liste der Baudenkmäler in Tacherting als Baudenkmal unter der Nr. D-1-89-149-11 eingetragen. Die Kirche gehört zum Dekanat Traunstein im Erzbistum München und Freising.

## Beschreibung
Die Saalkirche wurde am Ende des 15. Jahrhunderts aus Quadermauerwerk erbaut und 1865 neugotisch umgestaltet. Sie besteht aus einem Langhaus zu vier Jochen, einem eingezogenen, dreiseitig geschlossenen Chor im Osten, einem Kirchturm im Westen und einem um 1865 an der Südwand des Chors angebauten Vorzeichen, das die Sakristei und das darüber liegende Oratorium enthält.
Die Altäre wurden 1865/66 aufgestellt. Der Hochaltar, auf dessen Altarretabel der heilige Veit dargestellt ist, wird von den Skulpturen der Crescentia und des Stephanus flankiert. Die Orgel mit elf Registern, einem Manual und Pedal wurde um 1912 vom Georg Glatzl gebaut.